# Shire of Meekatharra
Shire of Meekatharra is een Local Government Area (LGA) in de regio Mid West in West-Australië. Shire of Meekatharra telde 1.200 inwoners in 2021. De hoofdplaats is Meekatharra.

## Geschiedenis
Op 29 oktober 1909 werd het 'Meekatharra Road District' opgericht. Ten gevolge de 'Local Government Act' van 1960 veranderde het district van naam en werd op 23 juni 1961 de 'Shire of Meekatharra'.

## Beschrijving
'Shire of Meekatharra' is een district in de regio Mid West. De hoofdplaats is Meekatharra. Het district is ongeveer 100.000 km² groot en 750 kilometer ten noorden van de West-Australische hoofdstad Perth gelegen. De belangrijkste economische sectoren zijn de mijnindustrie, de extensieve veeteelt en het toerisme.
Het district telde 1.200 inwoners in 2021, tegenover 1.798 in 2001. Ongeveer 35 % van de bevolking is van inheemse afkomst.

## Plaatsen, dorpen en lokaliteiten
- Meekatharra
- Abbotts
- Capricorn
- Gabanintha
- Horseshoe
- Karalundi
- Kumarina
- Nannine
- Peak Hill
- Porlell